# さくまる。
さくまる。(2月27日 - ) は浜松市を中心に遠州や三河で活動する遠江ご当地アイドル。
方言女子ミスコンファイナリスト。
サイリウムはさくらぴんく。静岡県浜松市出身。

## 作品
尊み!遠江(2023年)
作詞・作曲 佐々木喫茶
てんとせんと(2024年2月9日)
作詞・作曲 佐々木喫茶
掛川駅から新所原駅までをつなぐローカル線、天竜浜名湖鉄道、通称 "天浜線" をテーマにした楽曲。